# Líquido amniótico

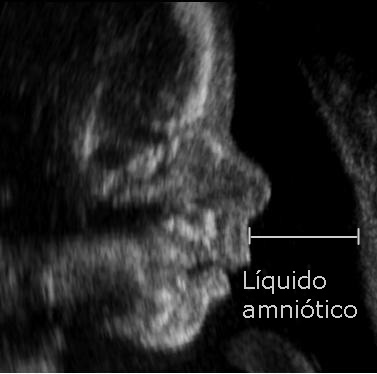
El líquido amniótico es un componente producido por el feto y que lo rodea durante el embarazo. Actúa principalmente como protección para el feto y proporciona una temperatura estable, amortiguación ante traumatismos externos y permite la libre circulación de fluidos, necesarios para el normal desarrollo de los pulmones.

El líquido amniótico es un fluido líquido que rodea y amortigua al embrión y luego al feto en desarrollo en el interior del saco amniótico. Permite al feto moverse dentro de la pared del útero sin que las paredes de este se ajusten demasiado a su cuerpo, además de proporcionarle sustentación hidráulica. 
El saco amniótico crece y comienza a llenarse, principalmente con agua dos semanas después de la fertilización. Tras 10 semanas después el líquido contiene proteínas, carbohidratos, lípidos y fosfolípidos, urea y electrolitos, todos los cuales ayudan al desarrollo del feto. En los últimos estados de gestación la mayor parte del líquido amniótico está compuesto por orina fetal.
Los últimos trabajos realizados por un grupo de investigadores dirigidos por Anthony Atala de la Universidad Wake Forest y un equipo de la Universidad Harvard ha descubierto que el líquido amniótico también es una fuente de abundantes células madre no embrionarias. Se ha demostrado que estas células poseen la capacidad de diferenciarse en diversos tipos celulares, entre otras el neuronal, hepático y óseo. 
La ruptura de aguas se produce cuando el saco amniótico libera su contenido. Cuando esto sucede durante el parto al final de la gestación, se le llama "ruptura espontánea de membranas". Si la ruptura precede al término del parto, se le llama "ruptura prematura de membranas". La mayor parte de los demás líquidos permanecen en el interior del útero hasta que el feto nace.

## Patologías
El líquido amniótico alcanza su volumen máximo aproximadamente a las 34 semanas del embarazo, cuando llega a un promedio de 800 ml. La insuficiencia de líquido amniótico (oligohidramnios) o el exceso (polihidramnios) puede ser la causa o el indicador de problemas para la madre y el feto. En ambos casos la mayor parte de los embarazos continúan con normalidad y el recién nacido viene al mundo de forma saludable pero no siempre se da el caso. Los fetos que se han desarrollado en ambientes con poco líquido amniótico pueden desarrollar contracturas de las extremidades, zopedad (torcimiento) de pies y manos y también el desarrollo de una afección peligrosa para la vida llamada hipoplasia pulmonar. Si este es el caso en un recién nacido, es decir, que sus pulmones son hipoplásicos, lo que significa que estos órganos están infradesarrollados y son pequeños, la situación es potencialmente mortal y el neonato puede fallecer poco después del parto.
En todas las consultas prenatales el obstetra o ginecólogo debería medir la altura fundal midiéndolo con cinta métrica. Es importante que se mida adecuadamente la altura fundal y que se registre para asegurar que el crecimiento fetal sea correcto y que se incremente el fluido amniótico. El obstetra o ginecólogo debería realizar también una ecografía rutinaria. El oligohidramnios se puede producir por infección, disfunción renal o malformaciones; también por intervenciones como la toma de muestras de vellosidades coriónicas y un patrón de ruptura prematura de membrana
El oligohidramnios se puede tratar en ocasiones con reposo en cama, rehidratación oral e intravenosa, antibióticos, esteroides y amnioinfusión.
El polihidramnios es un factor de riesgo que predispone al prolapso de cordón umbilical y en ocasiones es un efecto secundario del embarazo macrosómico. El hidramnios se asocia con la atresia de esófago.
El patrón de ruptura prematura de membranas es un estado en el que el saco amniótico tiene fugas de líquido antes de la 38 semana de gestación. Esto puede estar provocado por una infección bacteriana o por un defecto en la estructura del saco amniótico, el útero o el cérvix. En algunos casos la fuga puede cicatrizar espontáneamente, pero en la mayor parte de los casos el parto comienza en 48 horas de la ruptura de membranas. Cuando esto sucede es necesario que la madre reciba tratamiento para evitar la posible infección del neonato.
La embolia de líquido amniótico es una complicación obstétrica frecuentemente mortal que produce coagulación intravascular diseminada.